# Ferroferrihornblenda
La ferroferrihornblenda és un mineral de la classe dels silicats, que pertany al grup del nom arrel hornblenda. L'arrel hornblenda va ser proposada l'any 1789 per Abraham Werner Gottlieb a partir d'un vell terme alemany per a minerals foscos sense valor del mineral i de blenda, que significa enganyar. El prefix ferroferri està en línia amb les directrius de la nomenclatura més recent dels amfíbols.

## Característiques
La ferroferrihornblenda és un amfíbol de fórmula química ☐Ca₂(Fe₄2+Fe3+)(Si₇Al)O22(OH)₂. Va ser aprovada com a espècie vàlida per l'Associació Mineralògica Internacional l'any 2015. Cristal·litza en el sistema monoclínic.
El mineral va ser descrit originalment per Luigi Colomba l'any 1914 com a speziaïta, un nom mai va aprovar per l'IMA, i desacreditada per Leake l'any 1978, convertint-se en una varietat d'hornblenda. El terme "speziaïta" no ha de ser considerat com a sinònim de la ferriferrohornblenda.

## Formació i jaciments
Va ser descoberta a la mina Traversella, a la vall de Chiusella, a la província de Torí (Piemont, Itàlia), on sol trobar-se associada a altres minerals com: tremolita, quars, magnesiohastingsita i hastingsita. És l'únic indret on ha estat descrita aquesta espècie mineral.